# Ундекацинкнеодим
Ундекацинкнеодим — бинарное неорганическое соединение
неодима и цинка
с формулой NdZn11,
кристаллы.

## Получение
- Сплавление стехиометрических количеств чистых веществ:

{\displaystyle {\mathsf {Nd+11\;Zn\ {\xrightarrow {780^{o}C}}\ NdZn_{11}}}}

## Физические свойства
Ундекацинкнеодим образует кристаллы
тетрагональной сингонии,
пространственная группа I 41/amd,
параметры ячейки a = 1,0635 нм, c = 0,6839 нм, Z = 4,
структура типа ундекакадмийбария BaCd11
.
Соединение образуется по перитектической реакции при температуре 780°C
.